# Pointe de la Plaine Mort
Pointe de la Plaine Mort är en bergstopp i Schweiz.   Den ligger i distriktet Sierre och kantonen Valais, i den sydvästra delen av landet, 60 km söder om huvudstaden Bern. Toppen på Pointe de la Plaine Mort är 2 927 meter över havet, eller 132 meter över den omgivande terrängen. Bredden vid basen är 1,7 km.
Terrängen runt Pointe de la Plaine Mort är huvudsakligen bergig, men den allra närmaste omgivningen är kuperad. Närmaste större samhälle är Sion, 18,5 km sydväst om Pointe de la Plaine Mort. 
Trakten runt Pointe de la Plaine Mort består i huvudsak av gräsmarker. Runt Pointe de la Plaine Mort är det ganska glesbefolkat, med 32 invånare per kvadratkilometer.